# Бижиктиг-Хайский сумон
Бижиктиг-Хайский сумон — административно-территориальная единица (сумон) и муниципальное образование со статусом сельского поселения (сумон Бижиктиг-Хая) в Барун-Хемчикском кожууне Тывы Российской Федерации.
Административный центр и единственный населённый пункт сумона — село Бижиктиг-Хая.

## Население
| 2017 | 2018 |
| ---- | ---- |
| 543  | ↗547 |